# Solfolipidi
I solfolipidi sono una sottoclasse dei glicolipidi, caratterizzata dalla presenza di un residuo di zucchero solfonato unito a un diacilglicerolo mediante legame glicosidico.